# Le Pont-de-Beauvoisin, Isère
Le Pont-de-Beauvoisin är en kommun i departementet Isère i regionen Auvergne-Rhône-Alpes i sydöstra Frankrike. Kommunen ligger i kantonen Le Pont-de-Beauvoisin som tillhör arrondissementet La Tour-du-Pin. År 2022 hade Le Pont-de-Beauvoisin 3 582 invånare.

## Befolkningsutveckling
Antalet invånare i kommunen Le Pont-de-Beauvoisin
Referens:INSEE